# Neurobiology of Aging
Neurobiology of Aging — рецензируемый ежемесячный научный журнал, публикующий исследования, связанные с изменениями, происходящими в нервной системе с возрастом и в ходе возрастно-зависимых болезней. Используются подходы, связанные с поведением, биохимией, клеточной и молекулярной биологией, морфологией, неврологией, невропатологией, фармакологией и физиологией. Журнал публикуется Elsevier с 1980 года, главным редактором является Peter Rapp.

## Размещение аннотаций и индексирование
Neurobiology of Aging размещает аннотации и индексируется в следующих местах:
- BIOSIS[англ.],
- Current Contents/Life Sciences,
- EMBASE[англ.],
- MEDLINE,
- PsycINFO[англ.],
- Research Alert,
- Science Citation Index (SCI),
- Scopus.

Согласно Scopus/SCImago Journal Rank, в 2019 году Neurobiology of Aging в категории «Старение» ранжировался под номером 11 по критерию «Cites/Doc. (2years)» и под номером 5 по критерию «SCImago Journal Rank indicator».
В 2019 его импакт-фактор 4,347, а CiteScore 7,7.